# La Visite (X-Files)
Pour les articles homonymes, voir La Visite.
La Visite (Avatar) est le 21e épisode de la saison 3 de la série télévisée X-Files.
Dans cet épisode, Mulder et Scully tentent d'innocenter Skinner, accusé du meurtre d'une femme.

## Résumé
Après 17 ans de mariage, Skinner et son épouse s'apprêtent à divorcer. Skinner rencontre une jeune femme, Carina Sayles, dans un bar et couche avec elle. Dans la nuit, Skinner fait un cauchemar où c'est une vieille femme qui est au lit avec lui. Au matin, il découvre que Carina est morte, la tête tournée à 180 degrés. Alors que Skinner est très vite considéré comme le principal suspect, Mulder découvre que Carina était une prostituée et Scully se charge d'autopsier le corps.

## Distribution
- David Duchovny : Fox Mulder
- Gillian Anderson : Dana Scully
- Mitch Pileggi : Walter Skinner
- William B. Davis : l'homme à la cigarette
- Tom Mason : l'inspecteur Waltos
- Jennifer Hetrick : Sharon Skinner
- Amanda Tapping : Carina Sayles
- Morris Panych : l'homme aux cheveux gris
- Brendan Beiser : l'agent Pendrell

## Production
L'apparition de la vieille femme vêtue d'un manteau rouge à large capuche fait irrémédiablement penser au film Ne vous retournez pas (1973) de Nicolas Roeg.

## Accueil

### Audiences
Lors de sa première diffusion aux États-Unis, l'épisode réalise un score de 9,3 sur l'échelle de Nielsen, avec 16 % de parts de marché, et est regardé par 14,62 millions de téléspectateurs.

### Critique
L'épisode recueille des critiques mitigées. Le site Le Monde des Avengers lui donne la note de 3/4. Todd VanDerWerff, du site The A.V. Club, lui donne la note de B+. Dans leur livre sur la série, Robert Shearman et Lars Pearson lui donnent la note de 3/5. Sarah Stegall, du site Munchkyn Zone, lui donne la note de 3/5.
Paula Vitaris, de Cinefantastique, lui donne la note de 2/4. John Keegan, du site Critical Myth, lui donne la note de 4/10. Le magazine Entertainment Weekly lui donne la note de D+.